# Pia Degermark
Pia Degermark, (Estocolm, 24 d'agost de 1949) és una actriu sueca, coneguda per haver assolit el Premi d'interpretació femenina al Festival de Canes l'any 1967.

## Biografia
Pia Degermark ve d'una família de l'alta burgesia sueca, el seu avi Rudolf Degermark va fer fortuna am la venda a l'engròs. Adolescent, és interna a l'escola de Sigtuna, freqüentada per l'elit sueca, on sobretot coneix el futur rei Carles XVI Gustau de Suècia. Se l'observa al seu costat en un ball, i el director Bo Widerberg li ofereix el paper del títol del seu film Elvira Madigan, una tria vivament criticada a l'època per Ingmar Bergman que afirma que Degermark no sap « ni caminar, ni tenir-se dempeus, ni parlar ». Assoleix no obstant això el Premi d'interpretació femenina al Festival de Canes l'any 1967. Però quan va a la Croisette per rebre el seu premi, l'actriu no pesa gaire més de vint-i-vuit quilos, havent recaigut després del rodatge en l'anorèxia, un disturbi alimentari que havia sofert a la seva infantesa i que la prosseguirà tota la seva vida.
Després haver passat amb èxit el seu examen de fi d'estudis secundaris, Pia Degermark roda encara alguns films, sense èxit. Coneix Pier Caminneci, l'hereu brillant d'una de les més grans fortunes de la noblesa alemanya, jet-setter i productor de cinema. Els noces es van celebrar en l'església Sant Jaume d'Estocolm l'any 1971. Un fill, Cesare, neix l'any següent.
Després d'un decenni de opulència, el matrimoni acaba l'any 1980. Degermark torna a Suècia, abandonant el seu fill a la seva família política. Es casa en segones noces amb Jacob, amb qui obre un centre de conferències a Djurgården al centre d'Estocolm. Hi treballa fins a la seva separació a finals dels anys 1980. Aquesta ruptura marca el començament d'un descens als inferns. S'encapritxa de JJ, un drogat, i fa tres estades a la presó, amb en particular una pena de catorze mes per a atracament, després d'haver intentat robar 25.000 corones sueques al seu pare. El setembre de 1992, naix un segon fill, Robbin, del qual li retiren la custòdia. S'enfonsa en la droga, i acabar sense domicili fix, pels carrers d'Estocolm.

Al fi dels anys 1990, Pia Degermark abandona JJ i deixa la droga. Un conegut li ofereix un pis a Estocolm. Escriu una autobiografia, Gud räknar kvinnors tårar (« Déu compta les llàgrimes de les dones »), que apareix l'any 2006.
| «               | Tard o d'hora, algú farà un film de la meva vida. La meva història és massa bonicar per restar en l'oblit. | » |
| — Pia Degermark | |   |

## Filmografia
- 1967: Elvira Madigan de Bo Widerberg
- 1969: The Looking Glass War de Frank Pierson
- 1969: Una breve stagione de Renato Castellani
- 1971: The Vampir Happening de Freddie Francis
- 1976: Die Buschspringer (sèrie de televisió)